# Alberto Jorge Barreiro
Alberto Gumersindo Jorge Barreiro (Santiago de Compostel·la, 21 setembre 1947) és magistrat jutge espanyol. Nomenat magistrat del Tribunal Suprem d'Espanya al juliol de 2009, va ser destinat a la Sala segona.

## Biografia
Nascut a Santiago de Compostel·la en 1947, es va llicenciar en Dret en 1971 per la Universitat d'aquesta mateixa ciutat. En 1978 va ingressar a l'Escola Judicial i en 1979 va prendre possessió com a jutge de Primera Instància a Cangas del Narcea. És professor Associat de Dret Penal a la Universitat Autònoma de Madrid, en el mateix departament en el qual treballa el seu germà, Agustín Jorge Barreiro, catedràtic de Dret Penal en la UAM.

## Trajectòria
Després del seu pas per Cangas de Narcea (1979), Sant Sebastià (1981) i Burgos (1983), en 1984 va ser nomenat jutge d'Instrucció de Madrid. Posteriorment va passar a la Sala 15 de l'Audiència Provincial de Madrid, de la qual va anar president en 2003. Amb Perfecto Andrés Ibáñez, també magistrat del Suprem, va fer durant anys tàndem en la secció quinzena de l'Audiència de Madrid. Al juliol de 2009 va ser nomenat magistrat del Tribunal Suprem d'Espanya, encara que va figurar en més d'una terna per al seu ingrés en l'Alt Tribunal des de 2004.

## Sentències
Alberto Jorge Barreiro va instruir la causa per intervenir les comunicacions a la presó entre els acusats del cas Gürtel i els seus advocats a l'ex-jutge de l'Audiència Nacional Baltasar Garzón, que va motivar la seva condemna per prevaricació en haver vulnerat el dret a la defensa. En la Cadena Ser es va denunciar que Jorge Barreiro treballava com a professor associat en el departament dirigit per Gonzalo Rodríguez Mourullo, advocat del presumpte número dos de la trama Gürtel, Pablo Crespo.
També es va significar creant doctrina contra l'anomenada «llei Corcuera», declarada inconstitucional perquè el coneixement policial d'un delicte no era per si mateix argument suficient per a un escorcoll arbitrari. Va subscriure articles en defensa de les llibertats i proposant, per exemple, la despenalització de la «okupació».
Jorge Barreiro va ser responsable de la investigació a l'antic cap del CESID (avui CNI), el general Emilio Alonso Manglano, per espionatge telefònic. Jorge Barreiro va ordenar reobrir aquest cas, que un altre jutge havia arxivat, redirigint la instrucció no només cap al coronel Perote, alguna cosa processalment impropi perquè de facto plantejava anticipadament el processament de Manglano. Encara que el general va ser condemnat, després el TC va desautoritzar de manera contundent a l'Audiència i ho va exculpar per haver vulnerat drets fonamentals d'alguns acusats.

### Cas Sortu
Barreiro va signar al costat d'altres sis magistrats del Suprem (Juan Antonio Xiol, Gonzalo Moliner, José Manuel Sieira, José Luis Calvo, Rafael Gimeno-Bayón i Manuel Alarcón) un vot discrepant amb la decisió d'impedir a Sortu la seva presència en les eleccions de 2011. En el seu vot particular, creuen que s'hauria d'haver admès l'activitat política del nou partit fins que no es demostrès «qualsevol tipus de connivència amb el terrorisme, moment en què la llei –de partits polítics– permet la seva il·legalització immediata». També hi ha un dur retret als magistrats que van defensar de forma majoritària que el rebuig a ETA era només «formal» i part de l'estratègia de la banda.
| «                                                | «La resolución mayoritaria desconoce totalmente el valor decisivo que la jurisprudencia otorga a la terminante renuncia de la violencia formulada en los estatutos del nuevo partido». | » |
| — Voto particular de la sentencia del caso Sortu | |   |

| «                                                 | «El carácter contundente del rechazo de la violencia contenido en los estatutos de la nueva organización política cuya legalización se pretende, en unión de la ausencia de indicios de continuidad orgánico-funcional y financiera entre el nuevo partido y los disueltos, cumple formalmente con los requisitos establecidos en la LOPP –Ley de Partidos– para la inscripción» | » |
| — Voto particular de la sentencia del caso Sortu. | |   |

El gener del 2018 fou un dels tres magistrats que ratificà la presó preventiva per Oriol Junqueras, argumentant un "risc rellevant" de reiteració delictiva perquè "no té la intenció d'abandonar" la via seguida fins ara".